# Pristidactylus volcanensis
Espèce
Statut de conservation UICN

 EN B1ab(iii,iv)+2ab(iii,iv) : En danger
Pristidactylus volcanensis est une espèce de sauriens de la famille des Leiosauridae.

## Répartition
Cette espèce est endémique du Chili.

## Publication originale
- Lamborot & Diaz, 1987 : A new species of Pristidactylus (Sauria: Iguanidae) from central Chile and comments on the speciation in the genus. Journal of Herpetology, vol. 21, no 1, p. 29-37.